# メチルシクロヘキサン
メチルシクロヘキサン（英: Methylcyclohexane）は、ベンゼン様の臭気を持つ無色の液体で、シクロアルカンの一種。MCHとも略記される。重油から得られる留分の一種。溶媒、燃料に使われる。

## 用途
修正液、医薬品や農薬製造用の溶媒、ジェット燃料として使われる。JP-7には2～3割ほど含まれる。光反応性が低く、光化学スモッグの原因とはなりにくい。トルエンやキシレンに比べ毒性が低く、有機溶剤中毒予防規則の対象外である。日本の消防法では、危険物第4類・第1石油類に該当する。
{\displaystyle {\ce {C6H5CH3 + 3H2 <=> C6H11CH3}}}
トルエンの水素化により生じ、触媒による脱水素化で水素を取り出せることから、有機ハイドライドの一種として水素の安定的な貯蔵・輸送手段としての研究もすすめられている。理論上の水素貯蔵密度は47.0kg-H2/m3であり、水素ガスは1/500の体積のMCHとなる。貯蔵密度はベンゼン←→シクロヘキサン（56.0kg-H2/m3）やナフタレン←→デカリン（65.4kg-H2/m3）に比べやや劣るものの、液体の状態を維持できる温度範囲が広い利点を持つ。千代田化工建設はMCHの脱水素触媒を開発し、商業ベースでの水素の供給の実証試験に成功した。日立製作所は国立極地研究所より、南極の昭和基地での風力発電機とメチルシクロヘキサンを組み合わせた水素発電システムを受注した。しかし、流動攪拌による静電気の発生が懸念される。

## 構造
メチルシクロヘキサンはシクロヘキサン環にメチル基が1つ結合した構造で、いす型配座を採る。1位のメチル基の水素と、3,5位の水素とが立体反発するため、アキシアル配座（上図左）に比べエクアトリアル配座（上図右）が比較的安定する。これを1,3-ジアキシアル相互作用と呼ぶ。